# フレイミング・パイ
『フレイミング・パイ』（Flaming Pie）は、1997年に発表されたポール・マッカートニーのアルバムである。

## 背景
収録曲の「ビューティフル・ナイト」は当初、1986年にフィル・ラモーンのプロデュースによってレコーディングが行われたものの、マッカートニーの意向によりお蔵入りとなり、本作で改めてレコーディングが行われた。因みに「カリコ・スカイズ」と「グレイト・デイ」は1992年のセッション時に既にレコーディングが終了していた。
プロデュースはエレクトリック・ライト・オーケストラのリーダー及びボーカルで、ジョージ・ハリスンの『クラウド・ナイン』やビートルズの25年ぶりの新曲として発表された「フリー・アズ・ア・バード」「リアル・ラヴ」のレコーディング及びプロデューサーとして参加したジェフ・リンが担当。前述の通り、一部の曲は1992年頃にレコーディングされたが、殆どの収録曲が1995年から1996年にかけてレコーディングされている。
1990年代の半ばからおよそ4年間、マッカートニーはビートルズの歴史を追ったドキュメンタリー『ザ・ビートルズ・アンソロジー』の制作に携わることとなった。しかし、EMIはこの4年間、マッカートニーがソロ・アルバムを発売することを望まなかったという。マッカートニーは1996年10月の雑誌『Q 』のインタビューにて、「今、新しいアルバムを作ってるんだけど、アンソロジーのせいで1997年までリリースされないんだ。僕にとっては好都合だよ。屁理屈をこねずに音楽を作る事だけを楽しんでるんだ。自分の期限を守って仕事をしてる。ビートルズ時代の仲間であるリンゴと仕事をする事もあるんだ。また一緒になって、彼が来て一緒にドラムを叩いてくれたんだ...気持ちよかったね」と語っている。
前作はツアーのサポートメンバーがレコーディングに参加していたものの、本作は基本的にマッカートニーとリンの2人による多重録音がベースとなっている。一部の楽曲にはスティーヴ・ミラーやリンゴ・スター、息子のジェイムズ・マッカートニーが参加、また、ジョージ・マーティンによるストリングス・アレンジが施されている。また、1995年11月に乳癌が発覚、当時闘病中だった妻のリンダ・マッカートニーも一部楽曲にコーラスとして参加。

## リリースとレセプション
1997年5月5日に全世界で発売された本作は、発売と同時に批評家から大いに評価され、1982年に発売されたアルバム『タッグ・オブ・ウォー』以来となる最高の評価を獲得。イギリスでは5月のチャートで2位にランクイン、1989年のアルバム『フラワーズ・イン・ザ・ダート』以来8年ぶりとなるチャート入りを果たしたものの、スパイス・ガールズのデビュー・アルバム『スパイス』に首位を奪われる結果となった 。
アメリカでは『タッグ・オブ・ウォー』以来のトップ10アルバムとしてチャートにランクインした 。この作品は全米と全英のチャートで高順位を記録しただけでなく、両国共でゴールドディスクに認定されている。また、ビートルズ解散以降のマッカートニーの作品として非常に高い評価を受け、翌年の第40回グラミー賞のアルバム・オブ・ザ・イヤーにもノミネートされた。さらにニールセン・サウンドスキャンによると、2007年6月までに本作は世界中で150万枚以上を売り上げたとされている。
アルバムの発売を記念し、マッカートニーは同年5月にインターネットにてオンライン・チャット・パーティーを開催した。当時はまだ珍しかったこの試みには300万件あまりのアクセスが殺到し、「一度に最も多くの人が参加したオンライン・チャットルームのイベント」として当時のギネス世界記録に認定されている
。
2016年6月に全世界同時発売されたオールタイムベストアルバム『ピュア・マッカートニー〜オール・タイム・ベスト』には、このアルバムからの楽曲が最も多く収録されている。
また、2020年7月31日、2020年最新のリマスタリングを施した収録曲とデモ音源、未公開映像などが収録された『ポール・マッカートニー・アーカイヴ・コレクション』として、5CD/2DVD/4LPのコレクターズ・エディションと、5CD/2DVDのデラックス・エディション、3LP、2LP、 2CD版が再発された。

## アルバム・タイトル
アルバム・タイトルは、1961年にジョン・レノンが雑誌『マージービート』内で、「男が燃え盛るパイ（フレイミング・パイ）に乗って登場して、今日からお前はAの綴りのビートルズだ」と言ったという冗談を基にしている。

## 収録曲
- 特筆無い限り ポール・マッカートニー作詞作曲。

1. ザ・ソング・ウィー・アー・シンギング  - The Song We're Singing
2. ザ・ワールド・トゥナイト - The World Tonight
3. イフ・ユー・ウォナ - If You Wanna
4. サムデイズ - Somedays
5. ヤング・ボーイ - Young Boy
6. カリコ・スカイズ - Calico Skies
7. フレイミング・パイ - Flaming Pie
8. ヘヴン・オン・ア・サンデイ - Heaven on a Sunday
9. ユースト・トゥ・ビー・バッド - Used to be Bad(Miller, McCartney)
10. スーベニア -  Souvenir
11. リトル・ウィロー - Little Willow
12. リアリー・ラヴ・ユー - Really Love You (McCartney, Richard Starkey)
13. ビューティフル・ナイト - Beautiful Night
14. グレイト・デイ - Great Day
15. Looking For You (McCartney, Richard Starkey)

※15.は2007年、iTunes Store販売版のボーナス・トラック。（シングル・カップリング曲）

## クレジット
- ポール・マッカートニー - リード・ボーカル、バッキング・ボーカル、ベース、ダブルベース、アコースティック・ギター、エレクトリック・ギター、12弦ギター、スパニッシュ・ギター、ピアノ、ローズ・ピアノ、ウーリッツァー、ハモンドオルガン、ハーモニウム、ハープシコード、メロトロン、ドラムス、ビブラフォン、パーカッション、パーカッション・エフェクト、フットタップ・パーカッション
- ジェフ・リン - プロデューサー、バッキング・ボーカル、アコースティック・ギター、エレクトリック・ギター、キーボード、エレクトリック・スピネット・ハープシコード
- スティーヴ・ミラー - アコースティック・ギター（on "If You Wanna" "Young Boy" "Used To Be Bad" ）、エレクトリック・ギター（on "If You Wanna"  "Young Boy" "Used To Be Bad" ）、リズムギター（on "Young Boy"）、リード・ボーカル（on "Used To Be Bad" ）、バッキング・ボーカル（on "If You Wanna" "Young Boy"）
- リンゴ・スター - ドラムス（on "Really Love You" "Beautiful Night" ）、パーカッション（on "Beautiful Night" ）、バッキング・ボーカル（on "Beautiful Night"）
- リンダ・マッカートニー - バッキング・ボーカル（on "Heaven On A Sunday" "Beautiful Night" "Great Day" ）
- ジェイムズ・マッカートニー - エレクトリック・ギター・ソロ（on "Heaven On A Sunday"）
- キース・パスコー、ジャッキー・ハートル、リタ・マニング、ピーター・マニング、マーシャ・クレイフォード、エイドリアン・レビン、ベリンダ・バント、バーナード・パトリッジ、ジャッキー・ハートリー、キース・パスコ、デビッド・ウッドコック、ロジャー・ガーランド、ジュリアン・ティア、ブリオニー・ショウ、ジェレミー・ウィリアムズ、デビッド・オグデン、ボグスタフ・コステッキ、マチェイ・ラコフスキ、ジョナサン・リーズ - バイオリン
- クリスチャン・カンペン 、マーティン・ラブデー 、アンソニー・プレース 、スティーブン・オートン 、マーティン・ラブデイ 、ロバート・ベイリー - チェロ
- ピーター・レイル、レヴァイン・アンドラーデ、ロバート・スミセン、スティーヴン・テス、レヴァイン・アンドラーデ、フィリップ・デュークス、イヴォ・ヴァン・デル・ヴェルフ、グレーム・スコット - ヴィオラ
- マーティン・パリー、スーザン・ミラン、アンディ・フィンドン、マイケル・コックス - フルート
- スカイラ・カンガ - ハープ
- ロイ・カーター - オーボエ、イングリッシュホルン
- マイケル・トンプソン、リチャード・ビシル、リチャード・ワトキンス、ジョン・ピグネギー - フレンチホルン
- クリス・'スネーク'・デイビス、デイブ・ビショップ - サクソフォン
- ジョン・バークレー、ケビン・ロビンソン、アンドリュー・クロウリー、マーク・ベネット - トランペット
- リチャード・エドワーズ、アンディ・フォーバート - トロンボーン
- マイケル・トンプソン、リチャード・ワトキンス、ナイジェル・ブラック - ホルン
- クリス・ローレンス、ロビン・マクギー - ダブルベース
- デビッド・セオドア - オーボエ